# Bend (Californie)
Pour les articles homonymes, voir Bend (homonymie).
Bend est une census-designated place du comté de Tehama, dans l'État de Californie, aux États-Unis,. En 2020, elle compte une population de 603 habitants.